# Carex pringlei
Carex pringlei är en halvgräsart som beskrevs av Liberty Hyde Bailey. Carex pringlei ingår i släktet starrar, och familjen halvgräs. Inga underarter finns listade i Catalogue of Life.